# Mastara
Mastara (in armeno Մաստարա?) è un comune dell'Armenia di 2 571 abitanti (2001) della provincia di Aragatsotn. Nel paese si trova una chiesa del V secolo, la Chiesa di San Giovanni.